# 순천향교
순천향교(順天鄕校)는 대한민국 전라남도 순천시에 있는 향교이다. 1985년 2월 25일 전라남도의 유형문화재 제127호로 지정되었다.

## 개요
순천향교는 조선 태종 7년(1407년)에 처음 세워졌다. 《신증동국여지승람》에는 원래는 부의 동쪽 7리에 있었던 것을 서쪽 3리로 옮겼다고 되어 있으며, 명종 5년(1550년)의 일이다. 임진왜란으로 소실되어 광해군 2년(1610년)에 성 서쪽의 옛 터 북쪽으로 옮겨 지었고, 정조 4년(1780년) 홍내동으로 이전하였다. 현재의 위치는 순조 원년(1801년)에 옮겨진 것이다.

## 참고 자료
- 순천향교 - 국가유산청 국가유산포털